# URリンケージ
株式会社URリンケージ（ゆーあーるリンケージ）は、日本の都市計画コンサルタント会社である。独立行政法人都市再生機構（UR都市機構）の関連会社であり、主にURが実施する市街地の整備改善及び賃貸住宅の供給の支援関連業務の一部を業務受託により代行している。
登録は建設コンサルタントと補償コンサルタント、一級建築士事務所の他、測量業、宅地建物取引業に加え特定労働者派遣事業と土壌汚染指定調査機関登録（東京都知事登録）も行っている。

## 沿革
- 1974年（昭和49年）- 団地開発株式会社設立。当時の日本住宅公団都市部門用地買収、区画整理、補償を主たる業務とした。
- 1977年（昭和52年）- 株式会社宅地開発技術サービス設立。日本住宅公団都市部門の工事監理を主たる業務とした。
- 1981年（昭和56年）- 宅地開発技術サービスに設計部門・区画整理部門を設置。
- 1982年（昭和57年）- 宅地開発技術サービスが株式会社都市開発技術サービスに社名変更。
- 1983年（昭和58年）- 都市開発技術サービスより工事監理を主たる業務とする部門が、株式会社都市整備エンジニアリングとして独立。
- 1990年（平成2年）- 都市整備エンジニアリングに都市計画部門が発足。
- 1992年（平成4年）- 株式会社都市整備センター設立。住宅・都市整備公団住宅建設部門の調査・計画、設計、工事監理を主たる業務とした。
- 1993年（平成5年）- 都市整備エンジニアリングに補償部門を設置。
- 1994年（平成6年）- 団地開発が計画部門を設置し、株式会社都市開発システムに社名変更。
- 1995年（平成7年）- 都市整備エンジニアリングに環境計画部門を設置。
- 1997年（平成9年）- 都市整備エンジニアリングに技術研究所を設置。
- 2005年（平成17年）- 都市整備センターが株式会社都市整備プランニングに社名変更。
- 2008年（平成20年）- 都市開発システム、都市開発技術サービス、都市整備エンジニアリング、都市整備プランニングの4社が合併、株式会社URリンケージ設立。

## おもな業務内容
1. 土地利用計画等や市街地整備計画・事業
2. 都市景観・アーバンデザイン
3. 交通計画と関連施設設計
4. 公園緑地の計画や設計等
5. 住宅及び住宅地関連計画・設計や供給・処理計画など
6. 都市計画制度等の調査・研究

## おもな業績
- つくばエクスプレス沿線土地処分具体化のための基礎調査事業
- URのストック住宅改修ガイド作成
- 大宮駅及びさいたま新都心周辺地区現状分析・駅前南地区再開発施行会社制度検討・駅東口再開発計画等検討
- ニュータウン等における共助活動支援関連調査
- ハートアイランド新田J街区
- 綾瀬川左岸地区基本計画策定
- 一体開発誘発型街路事業に係る詳細調査委託（補助第138号線綾瀬新橋）
- 印西市・白井市・印旛村・本埜村合併協議会新市建設計画策定支援業務委託
- 浦安市（仮称）中大通り線周辺地区基本計画素案作成業務委託
- 越谷レイクタウン地区レイクタウン整備事業具体化検討業務
- 屋外空間の改修に伴う景観設計検討
- 海老川上流地区土地区画整理事業検討業務委託
- 外苑西通り景観形成方策検討
- 葛城・萱丸地区街づくり戦略等検討業務
- 環境共生先導都市づくりに向けた指標作成検討等業務/環境報告書の作成に係る検討調査
- 基盤整備の評価手法検討調査
- 既成市街地再整備計画・地区街づくり支援
- 機構コーディネートによる団地型分譲住宅の再生に係る実態調査および再生方策の検討
- 機構神奈川支社における大規模団地の建替事業の戦略構築に係る基礎的研究調査
- 機構分譲団地再生に向けた建築基準法86条一団地認定に係る現況と課題調査
- 吉祥寺東部地区に係るまちづくり検討
- 戸越公園一帯周辺地区整備計画策定に係る調査委託
- 公共住宅再生計画・既存共同住宅団地の再生事例収集及び分類調査
- 高根台団地費用対効果分析検討調査
- 国領駅東地区（仮称）まちづくり支援検討包括調査
- 今後の市街地整備事業のあり方関連基礎的調査
- 左近山団地および善行団地に係る建替事業化に向けた提案検討調査
- 市街地整備事業の評価手法検討調査
- 若松二丁目住宅再生検討
- 若葉地区におけるまちづくり推進方策検討
- 小山駅西口周辺地区都市再生整備構想策定
- 小山田桜台/地区街づくり支援・街づくり協議会総会資料・街づくりニュース作成・小山田桜台団地他における土地利用現況資料整理
- 昭和40年代前半団地における再生・活用方策検討
- 昭和40年代団地のストック再生手法に係る理念の検討/再生・活用手法に係る調査/団地建替事業関連検討調査
- 湘南深沢地区整備計画関連検討調査業務
- 鐘ヶ淵駅周辺地区街区別検討運営
- 上福岡駅西口駅前地区公共サイン検討
- 常盤平団地に係るまちづくり方針等検討
- 新規事業開拓に資する事業戦略策定調査
- 新船橋駅前開発計画における大学等誘致に係る検討
- 深大寺地区街なみ環境整備事業関連計画等策定及び景観基本計画検討調査業務委託事業者候補
- 人口減少時代における都市構造関連基礎調査委託
- 成城学園前駅交通広場整備に伴う技術支援業務委託
- 晴海三丁目西地区基盤整備波及効果検証
- 西大久保地区施設計画検討業務
- 西富久地区再開発の事業化に伴う地区計画素案等検討業務
- 赤羽台団地地区地区計画導入方策等検討
- 仙台市あすと長町地区先導街区におけるまちづくりルール等関連検討/長町副都心地区におけるまちづくりルール及び土地利用計画等関連検討
- 中千住駅東地区共同建替事業化検討業務
- 印西牧の原駅圏活性化検討
- 千葉ニュータウンにおける情報化未来都市構想推進調査・研究業務/事業計画見直し検討業務委託
- 川口芝園団地における施設再生事業の基本計画策定
- 川崎市域における大規模工場跡地土地利用調査
- 全国都市再生に資するまちづくり事業方策の検討（包括）
- 草加松原団地まちづくり方針の検討/団地建替計画策定に係る地区計画等および第1期地区の土地利用計画確定調査と景観形成検討
- 大規模分譲団地の再生に係る実態調査および再生方策検討
- 大田区における都市再生ニーズ検討調査業務
- 団地型マンション再生における公法上の運用等関連課題整理
- 地方都市の街なか居住の推進に係る基礎検討
- 地方都市再生におけるURスタイル（仮称）」検討
- 中核的施設立地による地域再生事例検討調査
- 町田市北部丘陵地域まちづくり基本計画策定と方策検討
- 調布基地跡地留保地に係る土地利用計画策定
- 辻堂駅周辺地区における住宅市街地総合整備事業計画策定/区画整理事業化検討業務
- 坪井地区環境共生先導都市エコライフ推進具体化検討業務
- 都市基盤施設整備の評価手法検討
- 「都市計画道路国3.3.8号線沿道まちづくり推進地区」指定に伴う検討
- 都市再生機構監理マンション再生支援に係るコーディネート業務の実施方策検討
- 都市再生広域連携調査業務委託
- 都市再生事業における都市再生機構の事業基盤にかかる基礎調査
- 土地有効利用事業等を活用した街路事業と一体的な沿道まちづくり推進調査
- 東京23区東部・北部エリアに係る商業集積基礎調査
- 東上野四丁目周辺地区共同化検討業務
- 藤沢駅北口駅前地区まちづくり検討会運営支援業務
- 鳩ヶ谷桜町周辺地区まちづくりの事業化検討
- 武蔵小金井駅北口における基盤施設を含む基本概略検討
- 武蔵小杉周辺都市景観形成実現化方策検討
- 補助第29号線整備事業の円滑化及び迅速化関連調査委託
- 密集市街地における街路整備方策関連調査/面積整備に係る事業検討・新たな方策検討/整備の推進方策と事業展開の検討調査業務
- 密集市街地再整備・若葉地区まちづくり推進方策検討
- 民間関公制度の有効な活用に係る検討手法調査
- 牟礼団地建替構想案策定業務
- 蕨市北町及び戸田川岸地区における事業展開イメージ検討